# 山口佳三
山口 佳三（やまぐち けいぞう、 1951年1月12日- ）は、日本の数学者、元北海道大学総長。京都大学監事。専門は微分幾何学（特に、パラボリック幾何学および二階の接触幾何学）。大阪府出身。

## 略歴
略歴は以下の通り。

### 学歴
- 1973年3月 - 京都大学理学部卒業
- 1975年3月 - 名古屋大学大学院理学研究科修士課程修了
- 1978年3月 - 京都大学大学院理学研究科博士課程修了
  - 理学博士（京都大学）（学位論文「高次元の擬正則変換群を許容する非退化実超曲面」）

### 職歴
- 1978年04月 - 北海道大学理学部助手
- 1984年07月 - 北海道大学理学部講師
- 1988年04月 - 北海道大学理学部助教授
- 1993年11月 - 北海道大学理学部教授
- 1995年04月 - 北海道大学大学院理学研究科教授（大学院重点化による）
- 1999年04月 - 北海道大学総長補佐（2001年3月まで）
- 2001年06月 - 北海道大学評議員（2003年5月まで）
- 2004年04月 - 北海道大学役員補佐（2007年3月まで）
- 2006年03月 - 北海道大学大学院理学研究院教授（改組による）
- 2007年04月 - 北海道大学大学院理学研究院長・理学院長・理学部長（2011年3月まで）
- 2011年04月 - 北海道大学理事・副学長（2013年3月まで）
- 2013年04月 - 北海道大学総長（2017年3月まで）
- 2017年04月 - 中部大学創発学術院客員教授[4]、北海道大学名誉教授

## 主な著書・編著
- 『積分』（上見練太郎ほか共編、共立出版、1995年初版/2014年改訂版）
- 『微分』（上見練太郎ほか共編、共立出版、1995年初版/2014年改訂版）
- 『持続可能な未来のために2』（吉田文和ほか共編、北海道大学出版会、2014年）